# Geschichte des Senegal

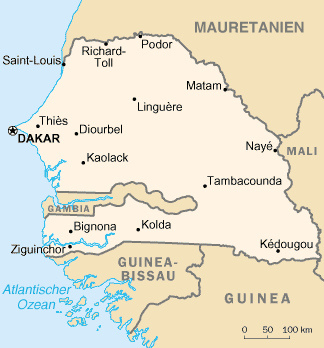
Karte des Senegal

Die Geschichte des Senegal umfasst die Entwicklungen auf dem Gebiet der heutigen Republik Senegal von der Urgeschichte bis zur Gegenwart. Wegen der besonderen geographischen Verflechtung ist sie von der Geschichte Gambias erst mit Beginn der Kolonialzeit zu trennen. Bis dahin handelt es sich eher um eine Geschichte der Region Senegambia, der westafrikanischen Region an und zwischen den Flüssen Senegal und Gambia.

## Vorgeschichte

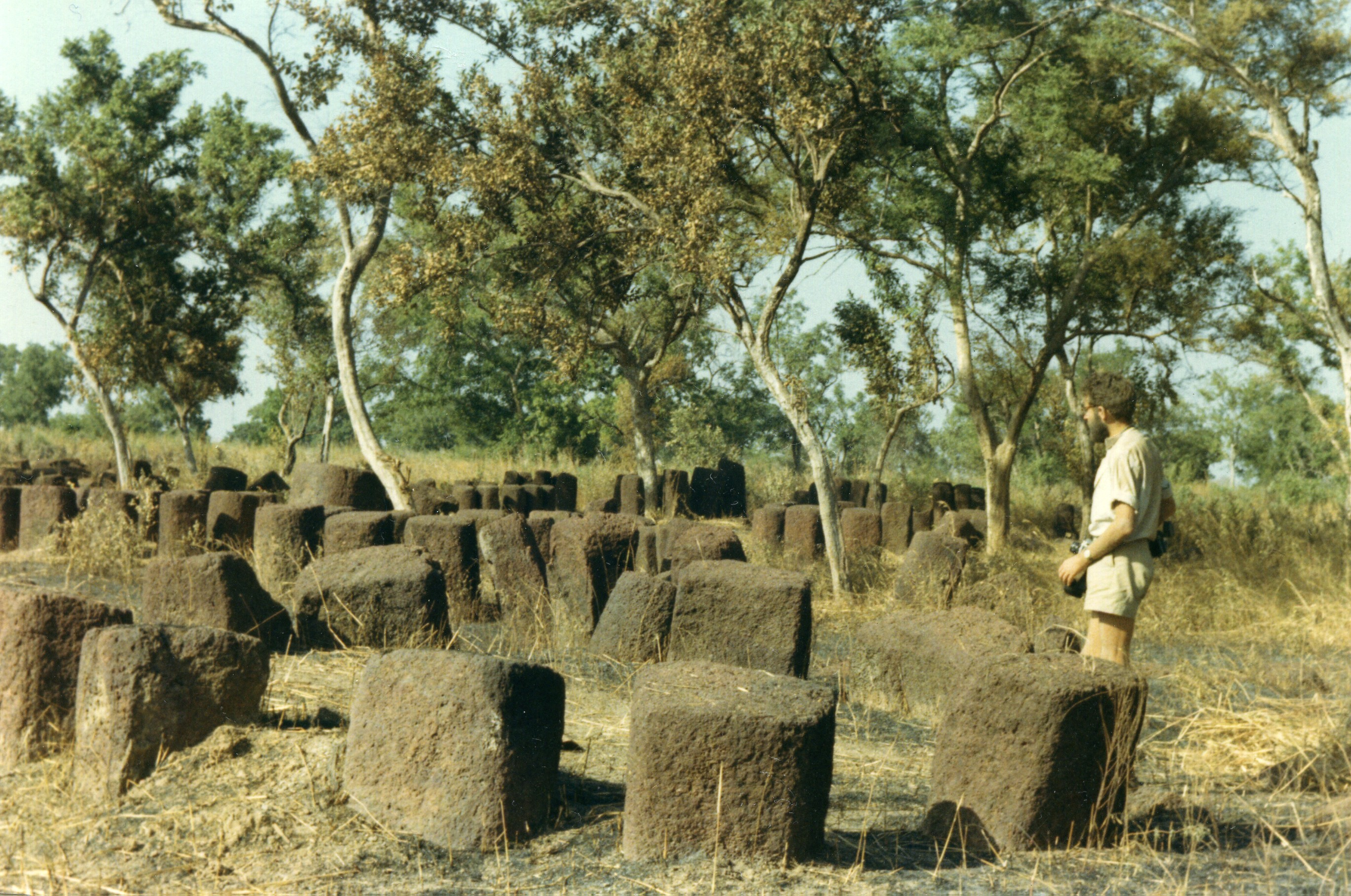
Megalithenreihe im Senegal

Die frühesten Siedlungsspuren auf dem heutigen senegalesischen Staatsgebiet stammen aus dem Paläolithikum und Neolithikum, wobei die Datierung schwierig ist. Um 500 n. Chr. wanderten von Nordosten her die meist Hirse anbauenden Wolof und Serer, die zur atlantischen Gruppe der Sprecher der Niger-Kongo-Sprachen zählen, in das Gebiet des heutigen Senegal ein. Zwischen dem 7. und 15. Jahrhundert entstanden am Gambia zahlreiche megalithischen Steinkreise, die als Begräbnisstätten dienten und einige Ähnlichkeit mit späteren Grabstätten der Serer aufweisen.

## Einfluss von Ghana und Mali (ca. 900 – 15. Jahrhundert)
Im 9. Jahrhundert ließen sich die in sprachlicher Hinsicht mit den Wolof und Fulbe verwandten Tukulor im unteren Tal des Senegalflusses nieder. Sie betrieben Rinderzucht, gründeten das Reich Takrur und führten um 1030 unter ihrem Herrscher War Jabi den Islam ein, was den lukrativen Handel mit arabischen Händlern erleichterte. Diese Ereignisse werden im Allgemeinen als Beginn der historischen Phase angesehen.
Von Osten her dehnte etwa gleichzeitig seit 900 das mit Takrur rivalisierende Ghana-Reich seinen Herrschaftsbereich vom oberen Niger bis in das Mündungsgebiet des Senegal aus. Seine Herrscher schlossen sich zunächst dem Islam nicht an. Sie nutzten den Fluss zur Ausdehnung ihrer Anbaugebiete und des Handels bis in die Atlantikregion. Im 11. Jahrhundert setzte der Niedergang des Ghana-Reiches ein; der Handel geriet in die Hand von Tuareg-Nomaden. Angriffe von Berbervölkern – darunter die vom Reichtum Ghanas angelockten Almoraviden, die den Islam nach Senegal brachten – schwächten das Reich. Die Almoraviden zogen zwar um 1100 wieder ab, doch 1240 wurde das Reich von Ghana vom Reich Mali erobert, das nun den Salz- und Goldhandel weiträumig kontrollierte und auch die Herrschaft über die kleinen Königreiche in Senegal übernahm. Mit dem Machtzerfall des Mali-Reiches erlangten diese Wolof-Reiche (z. B. Jolof, Waalo, Cayor) im 14. bis 16. Jahrhundert erstmals ihre Unabhängigkeit.

## Kolonialzeit (1444–1960)
1445 entdeckten die Portugiesen am Kap Vert die Küstenregion des heutigen Senegal und landeten auf der Insel Gorée. Sie gründeten in der Folgezeit erste Handelsniederlassungen, namentlich neben Gorée (Ilha de Palma) in den Orten Rufisque (Rio Fresco), Saly Portudal und Joal. Ihnen folgten ab dem 16. Jahrhundert Niederländer, Franzosen und Briten. Die Wolof-Reiche stiegen zu wichtigen Handelspartnern der Europäer auf, besonders auf dem Gebiet des Sklavenhandels. Die Insel Gorée wurde bedeutender Handelsplatz im Atlantischen Sklavenhandel. Die Fulbe entwickelten sich zur städtischen Elite in der Region und stellten auch in der Folge die politischen Eliten.
Ab dem 17. Jahrhundert ließen sich Franzosen in Senegambien nieder. Vorläufergesellschaften der französischen Senegalkompanie betrieben seit 1628 am Senegal ein erstes Handelskontor. Dieses wurde 1659 zusammen mit der dabei entstandenen Siedlung näher an die Flussmündung auf die bis dahin unbewohnte Insel N'Dar verlegt, die spätere Île Saint-Louis. Befestigt wurde dieser Handelsplatz mit einem Fort., Franzosen vertrieben 1677 die Niederländer von der Küste, während sich im Binnenland der Fulbe-Staat Fouta Toro gründete. Von 1758 bis 1779 wurden in Folge des Siebenjährigen Krieges die französischen Besitzungen Senegals von Großbritannien besetzt, die diese nach dem Pariser Frieden 1763 mit ihren Besitzungen am Gambia zur Kronkolonie Senegambia vereinigten. Nach dem Frieden von Paris von 1783 und im Britisch-Französischen Kolonialkonflikt gewann Frankreich die Hoheit über die Küste Senegals bis 1805 schrittweise zurück. 1815 bis 1816 wurde Senegal wieder von Großbritannien besetzt, bis Frankreich 1844 wieder die Kontrolle übernahm. Jedoch reichte diese Kontrolle nicht bis ins Binnenland.
Erst 1855 eroberten französische Truppen unter General Louis Faidherbe mit Waalo erstmals eines der Reiche im Binnenland. 1857 wurden erstmals afrikanische Einheiten in der Kolonialarmee, die sogenannten Tirailleurs sénégalais aufgestellt, 1864 wurde die französische Kolonie Senegal proklamiert. 1871–1887 erhielten die Bewohner von vier Küstenstädten volle französische kommunale Rechte. Saint-Louis wurde Verwaltungssitz des 1895 gegründeten Generalgouvernements (und seit 1904 der Föderation) Französisch-Westafrika, ehe es 1902 von Dakar abgelöst wurde. Auf der 1903 gegründeten École normale William Ponty auf der Insel Gorée wurde eine lokale Elite ausgebildet. Um diese Zeit entwickelte sich eine enge wirtschaftliche Zusammenarbeit mit der Muridiyya-Bruderschaft von Amadou Bamba, die in der Küstenregion im Erdnussanbau tätig war, während das Binnenland aufgrund des Zusammenbruchs des Fernhandels wirtschaftlich weitgehend bedeutungslos wurde.
1914 wurde mit Blaise Diagne der erste afrikanischstämmige Abgeordnete in die französische Nationalversammlung entsandt; die vier „alten Gemeinden“ erhielten volle französische Bürgerrechte. Viele senegalesische Soldaten kämpften auf französischer Seite im Ersten Weltkrieg. 1920 wurde die führende politische Stellung der Franzosen in St. Louis beseitigt; die städtische Bevölkerung (zu 90 & Afrikaner) erhielt die Hälfte der Sitze, die traditionellen Herrscher („Chefferie“) die andere Hälfte der wählbaren Sitze. 1935 wurde die Sozialistische Partei Senegals gegründet.
Nach dem Waffenstillstand 1940 verblieb Französisch-Westafrika bis 1942 unter der Verwaltung Vichy-Frankreichs. Im Sommer 1940 hatten sich in Dakar Teile der französischen Flotte gesammelt, die sich vor den Deutschen in Sicherheit gebracht hatten. Sie wurden von einer überlegenen britischen Seestreitkraft am 23. September 1940 zur Übergabe aufgefordert. In den nächsten Tagen verteidigten die Vichy-Streitkräfte im Gefecht von Dakar jedoch erfolgreich die Stadt und wehrten einen Landungsversuch der Truppen de Gaulles ab.
Am 19. Februar 1945 wurde unter der französischen Kolonialverwaltung ein Dekret erlassen, das festlegte, dass es zwischen Senegalesinnen und Französinnen beim aktiven und passiven Frauenwahlrecht keinen Unterschied gebe; sie seien unter denselben Bedingungen Wählerinnen und wählbar. 1947 spaltete sich Léopold Sédar Senghors Bloc Démocratique Sénégalais (seit 1958 Union progressiste sénégalaise) von den Sozialisten ab. 1956 wurde, noch unter französischer Kolonialherrschaft, die loi-cadre Defferre eingeführt, die das allgemeine Wahlrecht für Erwachsene garantierte.
In zwei Stufen entließ Frankreich das Land schließlich in die Unabhängigkeit. 1958 erhielt es nach Annahme der französischen Verfassungsvorschläge weitgehende Autonomie innerhalb der Französischen Gemeinschaft, im folgenden Jahr schloss es sich mit Mali zur Mali-Föderation zusammen, die jedoch nur bis 1960 bestand. Im „afrikanischen Jahr“ 1960 wurde Senegal, wie fast alle französischen Kolonien, unabhängig. Das allgemeine Wahlrecht wurde bestätigt.

## Unabhängigkeit, Einparteienherrschaft und allmähliche Demokratisierung (1960–2001)
Unter der Führung von Léopold Senghor entstand eine präsidiale Republik, die auf der Einparteienherrschaft der Union progressiste sénégalaise (UPS) beruhte. Nach einem Putschversuch von Ministerpräsident Mamadou Dia erhielt Senghor durch eine Verfassungsänderung 1963 erweiterte Machtbefugnisse und übernahm auch den Posten des Ministerpräsidenten (bis 1970). Auf Studentenunruhen, Massendemonstrationen und einen Generalstreik 1968 gegen sein autoritäres Regime reagierte er zunächst extrem hart. Auch die islamischen Führer wandten sich von der UPS ab. Erst in den 1970er Jahren erfolgte eine schrittweisen Demokratisierung. 1976 entstand ein kontrolliertes Dreiparteiensystem; die seit 1960 verbotenen Kommunisten (PAI) wurden wieder zugelassen. Bei den ersten freien Wahlen 1978 errang die Regierungspartei, die sich in Parti Socialiste Démocratique (psd) umbenannt hatte, über 80 % der Stimmen. Die liberale Parti Démocratique Sénégalais (PDS) zog als erste Oppositionspartei seit 1959 ins Parlament ein.
Am 31. Dezember 1980 erklärte der 1963, 1968, 1973 und 1978 wiedergewählte Präsident Senghor verfassungsgemäß seinen Rücktritt, was im Afrika südlich der Sahara bis dahin einmalig war.
Seine Nachfolge trat sein Vertrauter Abdou Diouf an, der seit 1971 das Amt des Ministerpräsidenten innehatte. Unter seiner Leitung schlossen sich Senegal und Gambia im Februar 1982 auf politischem, wirtschaftlichem und kulturellem Gebiet zur Konföderation Senegambia zusammen, die allerdings im April 1989 wieder auseinanderbrach. 1983 wurde Diouf im Amt bestätigt.
Erneute Unruhen in den 1980er Jahren, etwa der Casamance-Konflikt, in dem die Diola in der südlichen Region Casamance um Autonomie oder Unabhängigkeit kämpften, veranlassten Diouf Anfang der 1990er Jahre zu weiteren Liberalisierungsmaßnahmen. So begrenzte er etwa die Amtszeit des Präsidenten auf zwei Amtsperioden. Es kam auch zu Grenzstreitigkeiten mit dem nördlichen Nachbarstaat Mauretanien.
In den 1970er und 1980er Jahren war auch der Senegal von der Dürre in der Sahelzone betroffen, wenn auch weniger stark als andere Staaten. Bis in die jüngste Zeit ist das Land von Desertifikation und weiteren wirtschaftlichen Problemen betroffen, die dazu beitragen, dass insbesondere junge Männer ihr Glück in der Auswanderung nach Europa suchen. Im April 1989 kam es zu blutigen Ausschreitungen in Senegal und Mauretanien gegen die Einwohner des jeweils anderen Landes nach einem Grenzstreit zwischen Bauern und Viehzüchtern. Viele Mauretanier flohen aus dem Senegal.
Im Januar 1991 beteiligte sich Senegal symbolisch am Zweiten Golfkrieg gegen den Irak. 1993 wurde Präsident Diouf wiedergewählt. Die Opposition warf ihm Wahlbetrug vor. Die Ermordung des stellvertretenden Präsidenten des Verfassungsgerichts, Babacar Sèye, am 15. Mai 1993 stürzt das Land in eine innenpolitische Krise. Nach der Abwertung des CFA-Franc brachen im Januar 1994 Unruhen aus. Es kam zu Ausschreitungen mit Todesopfern in Dakar. In der Folge gab es Massenverhaftungen und Anklagen gegen Oppositionspolitiker.
1995 bildete Premierminister Habib Thiam ein neues Kabinett mit Beteiligung der Oppositionspartei Parti Démocratique Sénégalais (PDS). Im August 1997 führte eine Verschärfung des Casamance-Konflikts zu hunderten Todesopfer unter Rebellen, Zivilisten und Soldaten. Der Konflikt wurde erst 2001 beigelegt.

## Seit 2000
Bei der Präsidentschaftswahl 2000 trat zum wiederholten Mal der Oppositionsführer Abdoulaye Wade an und gewann am 19. März die Stichwahl gegen den Amtsinhaber Abdou Diouf. Nach dem Bruch der Regierungskoalition im März 2001 gewann bei Parlamentswahlen am 29. April 2001 das von Abdoulaye Wade angeführte, aus 40 Parteien bestehende „Parteienbündnis für den Wandel“ 89 von 120 Sitzen. Die Partei von Moustapha Niasse, die Alliance des Forces du Progrès (AFP) bekam 11 Sitze. Die Parti Socialiste (PS) von Abdou Diouf, die bisher die stärkste Kraft im Parlament war, erreichte nur noch 10 Sitze. Die Regierung wurde unter Premierministerin Madior Boye (PDS) gebildet.
Am 7. November 2002 wurde Idrissa Seck (PDS) Premierminister und bildete das Kabinett neu. Auch nach einer Kabinettsumbildung am 27. August 2003 blieb Seck weiterhin Premierminister. Er wurde am 21. April 2004 durch Macky Sall (PDS) abgelöst.
Bei den Präsidentenwahlen am 25. Februar 2007 trat Amtsinhaber Abdoulaye Wade erneut an und wurde im ersten Wahlgang wiedergewählt. Cheikh Hadjibou Soumaré (PDS) wurde am 19. Juni 2007 Premierminister. Bei der Präsidentschaftswahl 2012 trat der frühere Premierminister Macky Sall an und gewann am 25. März die Stichwahl gegen den Amtsinhaber Abdoulaye Wade. Bei der Wahl 2019 wurde Macky Sall für weitere fünf Jahre im Amt bestätigt. Nach seiner Wiederwahl wurde das Amt des Premierministers abgeschafft, das seit 6. Juli 2014 von Mahammed Dionne bekleidet worden war.